# Шчечински университет
Шчечинският университет (на полски: Uniwersytet Szczeciński; на латински: Universitas Stetinensis) е държавен университет, разположен в Шчечин, Северозападна Полша.
Основан е на 21 юли 1984 г. Днес има повече от 33 267 студенти и 1500 преподаватели, 9 факултета.
Сред почетните доктори на университета са икономистът Лешек Балцерович (1998), философът Лешек Колаковски (2000), политиците Ханс-Дитрих Геншер (2002) и Гюнтер Ферхойген (2004).

## Галерия
- Филологически факултет
- Факултет по хуманитарни науки
- Факултет по математика и физика
- Факултет по икономика и мениджмънт
- Факултет по науки за земята
- Факултет по естествени науки
- Факултет по право и бизнесадминистрация
- Факултет по теология